# Thomas Brown (politico 1839)
Thomas Hoyt Brown (1839 – 1908) è stato un politico statunitense.
Fu due volte sindaco di Milwaukee, nel Wisconsin.

## Biografia
Brown servì come consigliere comunale e come presidente del Consiglio comunale di Milwaukee prima di servire una prima volta come sindaco dal 1880 al 1882.
Nel 1888, il commerciante e ex consigliere comunale Herman Kroeger si candidò a sindaco di Milwaukee come candidato del sindacato laburista. Repubblicani e i democratici si unirono e scelsero l'ex sindaco Brown come candidato per contrastarlo dato il crescente successo  di Kroeger. quest'ultimo perse comunque di poco, con 15.033 voti contro i 15.978 per Brown. Il candidato del Partito socialista radicale Colin Campbell, sostenuto da Paul Grottkau (redattore imprigionato dell'Arbeiter Zeitung), ottenne 964 voti, quel tanto che basta per impedire a Kroeger di vincere se questi voti fossero andati da lui. Brown era un repubblicano.
Morì nel 1908 e venne sepolto nel Forest Home Cemetery a Milwaukee.